# Río Huitoyacu
Der Río Huitoyacu ist ein etwa 322 km langer rechter Nebenfluss des Río Pastaza in Ecuador und Peru.

## Flusslauf
Der Río Huitoyacu entspringt auf einer Höhe von etwa 250 m im Kanton Taisha in der Provinz Morona Santiago 5 km von der peruanischen Grenze entfernt. Er durchfließt das Amazonastiefland, anfangs in südlicher Richtung, ab Flusskilometer 270 in südsüdöstlicher Richtung. Dabei weist er zahlreiche enge Flussschlingen und Altarme auf. In Peru liegt sein Flusslauf im Distrikt Andoas in der Provinz Datem del Marañón. Schließlich mündet er auf einer Höhe von etwa 152 m in den Río Pastaza, knapp 70 km nördlich der Provinzhauptstadt San Lorenzo. Direkt unterhalb der Mündung befindet sich die Ortschaft Fernando Playas. Entlang dem Flusslauf befinden sich mehrere kleinere Siedlungen.

## Einzugsgebiet
Das Einzugsgebiet des Río Huitoyacu umfasst eine Fläche von etwa 2370 km². Es bildet einen schmalen Schlauch um den Flusslauf des Río Huitoyacu. Es liegt in Peru am Westrand des Distrikts Andoas. Das Einzugsgebiet des Río Huitoyacu grenzt im Westen an die Einzugsgebiete der Flüsse Río Chuinda und Río Chapuli, im Nordwesten an das des Río Morona, im Nordosten an das des Río Huasaga sowie im Osten an das des Río Machari.

## Ökologie
Zur Fischfauna des Río Huitoyacu zählt der Dreibinden-Panzerwels (Corydoras trilineatus).